# Leila Säälik
Leila Säälik (n. 4 decembrie 1941, Tallinn, Reichskomisariatul Ostland) este o actriță de teatru, film, televiziune și de radio din Estonia.

## Tinerețe și educație
Leila Säälik s-a născut în Tallinn. Tatăl ei a fost mașinist, iar mama sa a fost croitoreasă. A urmat școala primară și gimnazială în Tallinn, absolvind școala secundară a 7-a din Tallinn în 1960. Ulterior, s-a înscris la Școala de Cultură din Viljandi (acum, Academia de Cultură a Universității din Tartu Viljandi), absolvind în 1963.

## Carieră în teatru
În 1962, în timp ce era încă studentă la Academia de Cultură Viljandi, Säälik s-a angajat la teatrul Ugala din Viljandi ca actriță. Cariera sa la Ugala a fost prolifică și a lucrat aici ca actriță până la pensionarea sa la Ugala în 2008; timp de 46 de ani. Ea a debutat în 1962 pe scena teatrului ca Liis în Kosjasõit de August Kitzberg și Juhan Simm, o piesă singspiel în limba estonă. Pe parcursul îndelungatei sale cariere la Teatrul Ugala, Säälik a apărut în diverse roluri în lucrări ale unor autori și dramaturgi internaționali ca de exemplu: Shakespeare, Steinbeck, O'Neill, Dostoievski, Albee, Ibsen, Gorky, Shaw, De Filippo, Enquist, De Coster și Feuchtwanger și mulți alții. A interpretat în rolurile din lucrările unor autori și dramaturgi estoni ca de exemplu: Anton Hansen Tammsaare, Oskar Luts, Hella Wuolijoki, Rein Saluri, Urmas Lennuk, Jaan Kross, Juhan Smuul, Olav Ehala și alții.  
După ce s-a retras de la Ugala, Säälik a devenit actriță independentă. De asemenea, a evoluat pe scenă la Teatrul orașului Kuressaare, la Teatrul Endla din Pärnu, la teatrul Vanemuine din Tartu și la alte câteva teatre proeminente din Estonia de-a lungul carierei sale.

## Carieră în film
Leila Säälik a debutat în film ca Anete în filmul dramatic Tuuline rand din 1971, regizat de Kaljo Kiisk produ de tudioul Tallinnfilm, filmul a fost o adaptare a romanului din 1951 în patru volume cu același nume scris de autorul Adu Hint. În 1973, ea a avut un rol principal ca Reet, alături de actorul leton Uldis Pūcītis în filmul dramatic romantic Maaletulek, care a fost regizat de Kaljo Kiisk. După rolul ei în Maaletulek, Säälik s-a concentrat pe munca ei la teatru și nu a mai apărut într-un alt film decât în 1990 în rolul doamnei Rinnus în filmul dramatic de scurtmetraj Teenijanna, în regia lui Veiko Jürisson și bazat pe nuvela Epp de Mait Metsanurk.
În 2006, Säälik a revenit în cinematografie cu rolul Mathilde III în filmul Vana daami visiit regizat de Roman Baskin; o adaptare a piesei tragicomice din 1956 a dramaturgului elvețian Friedrich Dürrenmatt, Vizita bătrânei doamne. În 2007, ea a avut un rol minor, dar esențial în filmul Klass regizat de Ilmar Raag, ca bunica lui Kaspar, unul dintre cei doi băieți de la școala secundară care suferă agresiuni severe și, eventual, ajunge într-un schimb de împușcături în școală. Filmul a primit mai multe premii: la Festivalul Internațional de Film de la Karlovy Vary, la Festivalul Internațional de Film din Varșovia și la Festivalul de Film Nopți Negre din Tallinn. A fost, de asemenea, propunerea oficială a Estoniei la categoria „Cel mai bun film străin” la a 80-a ediție a Premiilor Oscar, dar nu a ajuns pe lista scurtă. Säälik și-ar reluat rolul ca bunica lui Kaspar în Klass: Elu pärast în 2010, o mini-serie produsă de Eesti Televisioon (ETV) care a prezentat consecințele împușcăturilor din școală.
În 2013, Leila Säälik a apărut în rolul personajului Malle în filmul dramatic regizat de Ilmar Raag, Kertu, cu Ursula Ratasepp și Mait Malmsten în rolurile principale.

## Televiziune și radio
Din 2010, Leila Säälik a apărut în rolul Maimu Laurand, o soacră rea de limbă și răutăcioasă, în popularul serial dramatic de pe Kanal 2 Pilvede all  (Sub nori). Serialul TV a câștigat trei premii Estonian Entertainment (Eesti Meelelahutusauhinnad).
De-a lungul carierei sale actoricești, Säälik a inerpretat și în mai multe piese de teatru radiofonic. Printre rolurile sale mai memorabile se numără cel al Annei în cadrul unei producții radio din 1975 a piesei Öölaul (Cântec de noapte) de Inge Trikkel, alături de actorul Rein Malmsten.

## Viață personală
Leila Säälik a fost căsătorită cu actorul Toomas Kalmet din 1964 până la divorțul lor în 1969. Are trei copii; doi fii și o fiică și este bunică. În prezent locuiește în Abja-Paluoja în comitatul Viljandi.

## Premii și onoruri
- Artist emerit al R. S. S. Estone (1974) [22]
- Artist al Poporului al Republicii Socialiste Sovietice Estone (Eesti NSV rahvakunstnik, 1976)
- Premiul Teatrului Eston - pentru cea mai bună actriță (2003)
- Ordinul Stelei Albe, Clasa a IV-a (2011)